# Adam Stelmach
Adam Aleksander Stelmach (ur. 16 czerwca 1912 w Jadownikach, zm. 20 lipca 2004 w Warszawie) – prawnik, artysta fotografik, major Wojska Polskiego.

## Życiorys
Urodził się w rodzinie Edwarda i Kazimiery. Po rozpoczęciu działań wojennych w 1939 brał udział w walkach obronnych, był żołnierzem Armii Krajowej. Brał udział w powstaniu warszawskim, walczył w stopniu porucznika w plutonie 686 „Grochów” 2. kompanii „Sadyba” batalionu „Oaza” V Obwodu (Mokotów) Warszawskiego Okręgu Armii Krajowej. Po upadku powstania został uwięziony w obozie Stutthof.
Przedmiotem jego szczególnego zainteresowania była fotografika. W latach 80. XX wieku zasiadał w zespole ekspertów opracowujących projekt ustawy o ochronie praw autorskich do dzieł fotograficznych. Był specjalistą w tej dziedzinie, pracował jako biegły sądowy ds. fotografii oraz jako rzeczoznawca w Ministerstwie Kultury i Sztuki. Od 1952 przewodniczył Zarządowi Sekcji Autorów Dzieł Fotograficznych ZAiKS. Był wieloletnim członkiem Związku Polskich Artystów Fotografików (od 1951).
Zmarł w Warszawie, pochowany 29 lipca 2004 na cmentarzu Bródnowskim (sektor 73A-5-21).

## Ordery i odznaczenia
- Krzyż Oficerski Orderu Odrodzenia Polski (1998)[4][5]
- Złoty Krzyż Zasługi (1955)[6]
- Medal ZAiKS-u (1987, 1998)[7]
- Odznaka Honorowa ZAiKS-u (1969)[7]